# Echeveria atropurpurea
Echeveria atropurpurea ist eine Pflanzenart aus der Gattung der Echeverien (Echeveria) in der Familie der Dickblattgewächse (Crassulaceae).

## Beschreibung
Echeveria atropurpurea wächst in der Regel unverzweigt und die Triebe erreichen eine Länge von 15 Zentimeter oder mehr und einen Durchmesser von etwa 2,5 Zentimeter. Die Blattrosetten werden 14 bis 20 Zentimeter im Durchmesser. Die länglich verkehrt lanzettlichen oder verkehrt eiförmig-spateligen und zugespitzten Blätter sind tief rinnig und werden 10 bis 12 Zentimeter lang und 3 bis 5 Zentimeter breit. Sie sind rötlich braun gefärbt.
Der Blütenstand besteht aus Rispen und wird 12 bis 15 Zentimeter lang. Der Blütenstiel wird 9 bis 12 Millimeter lang. Die ausgebreiteten Kelchblätter sind linealisch-lanzettlich geformt und werden 4 Millimeter lang oder länger. Die deutlich 5-kantige und rote Blütenkrone wird 12 Millimeter lang.

## Verbreitung und Systematik
Echeveria atropurpurea ist in Mexiko vermutlich im Bundesstaat Veracruz verbreitet.
Die Erstbeschreibung erfolgte 1870 durch John Gilbert Baker als Cotyledon atropurpurea. 1874 stellte Charles Jacques Édouard Morren die Art in die Gattung Echeveria. Ein Synonym der Art ist Cotyledon atropurpurea Baker.
Heute in Kultur verbreitete Pflanzen sind unbekannter Herkunft, entsprechen aber der Originalbeschreibung.

## Nachweise